# Mikkel Aagaard
Pour les articles homonymes, voir Aagaard.
Mikkel Holm Aagaard, né le 26 novembre 1979 à Copenhague, est un ancien handballeur danois. 

## Palmarès
Il remporte la médaille d'or au Championnat d'Europe masculin de handball 2008 et la médaille de bronze au Championnat d'Europe masculin de handball 2006.